# Гней Хозидий Гета
Вижте пояснителната страница за други личности с името Гета.
Гай или Гней Хозидий Гета (на латински: Gaius, Gnaeus Hosidius Geta; * 20; † 95 г.) e политик, сенатор и военачалник на Римската империя през 1 век, прародител на римския иператор Септимий Север.
Преди 42 г. Гета е претор. През 42 г. командва легион, вероятно Legio IX Hispana в провинция Африка в кампанията на Гай Светоний Павлин в Мавретания. С легиона си участва и в похода в Британия на Авъл Плавций.
През юли–декември 47 г. Гета e суфектконсул на мястото на Гай Калпетан Ранций Седат (март–април) заедно с Тит Флавий Сабин (юли–август), Луций Вагелий (септември–октомври) и Гай Воласена Север (ноември–декември).
Той е баща на Хозидия Гета (* 65 г.), която е съпруга на Марк Виторий Марцел (суфектконсул 105 г.) и майка на Витория и Гай Виторий Хозидий Гета.